# صراع كاشين
صراع كاشين أو حرب كاشين هو أحد الصراعات المتعددة التي يشار إليها جميعاً بالصراع الداخلي في ميانمار.قاتل المتمردين الكاشين الجنود الحكوميين منذ 1961 وحدث وقف إطلاق النار مرة واحدة فقط استمر 17 عامًا من 1994 إلى 2011.
منذ استئناف الأعمال العدائية في عام 2011 ، قُتل الآلاف من المدنيين ، بينما نزح أكثر من مائة ألف شخص. الاستخدام الواسع للألغام الأرضية ، الجنود الأطفال ،  الاغتصاب المنهجي  والتعذيب قد زعم من كلا الجانبين.